# Bruno Cazzaro
Bruno Cazzaro (Mira, 26 settembre 1950) è un politico italiano.

## Biografia
Alle elezioni politiche del 1996 è eletto senatore con il Partito Democratico della Sinistra. Dal 1996 al 2001 è stato membro della X Commissione industria, commercio e turismo.
Nel 2001, invece, è eletto deputato, con i Democratici di Sinistra. Dal 2001 al 2006 è stato membro della X Commissione attività produttive e commercio.